# 西鉄5000形電車
西鉄5000形電車（にしてつ5000けいでんしゃ）は、1975年（昭和50年）に登場した西日本鉄道（西鉄）天神大牟田線・太宰府線用の通勤形電車。
本項では、本形式を改造した事業用車両の911編成についても記述する。

## 概要
1970年代、大牟田線（現在の天神大牟田線）では最混雑区間において朝ラッシュ時の乗車率が200%に達しており、なおかつ輸送量は右肩上がりに増え続けていたため輸送力増強が急がれていた。同時に15 m から18 m 車体片開き扉の100形・20形・300形（301形・303形・308形）・313形についても置き換える必要があったことから、長期にわたり増備され続け、西鉄最大の車両数となっている。
全車両が川崎重工業製で、1975年（昭和50年）9月から1991年（平成3年）12月の16年間にわたり14次に分けて計40編成136両が製造された。
当初はMT比2M1Tの3両固定編成が30本、2M2Tの4両固定編成が10本製造され、1991年（平成3年）に3両編成6本に新製の中間車を組み込んで4両編成とし、3両編成24本、4両編成16本の陣容となった。

## 車両概説

### 車体
600形を基本とし、19 m 車体で乗降口は両開きの片側3枚扉となっている。側窓は2段式の2連ユニット窓で、扉間に2ユニット、車端に1ユニットを設置している。
前面は600形や700形と同様に、併結運転を考慮した前面貫通型であるが、運転席側だけがパノラミックウインドウを採用し左右非対称となっている点が特徴で、日本では珍しい形態であるが、後の6000形や6050形にも同様のスタイルが引き継がれるなど、西鉄の通勤型車両の代表的スタイルとなった。西鉄の通勤形車両としては初採用となる、列車種別と行先を表示する大型方向幕を前面貫通扉上に設置し、前照灯と尾灯は左右前面窓下に一組ずつ一体型ケースに収めて設置している。当初はこのケースの形状は横長の角丸長方形であったが、後に角型に改められている。また尾灯を前面窓下に配した関係で、前面上部両端に標識灯を設けている。
車体塗装はそれまでの西鉄一般車に長い間採用されていた上半ベージュ、下半マルーンのツートンカラーに代わり、アイスグリーンを基調にボンレッドの帯を巻いた新塗装となった。この塗装は後に大牟田線の他の通勤形車両にも採用されている。1次車の製造当初は帯の色がライトイエローであったが、保安上の理由により、営業運転開始までにボンレッドの帯に変更された。
16年間にわたって大幅な変更はされずに製造されたが、車体の構造や造りに若干の違いがある。

### 車内
座席はすべてロングシートである。登場時は座席モケットの色は紺色であったが、1990年代中ごろから、3両編成をエメラルドグリーン、4両編成をローズピンクに変更された。その後、バケットシート改造に際して3両編成もローズピンクに変更された。
ドア開閉時のチャイム、自動放送、電子案内板はない。
冷房装置は集約分散式を屋根上に4基搭載する。
運転室は高運転台構造で、主幹制御器は2000形とは異なり横軸式前後操作型を採用した。

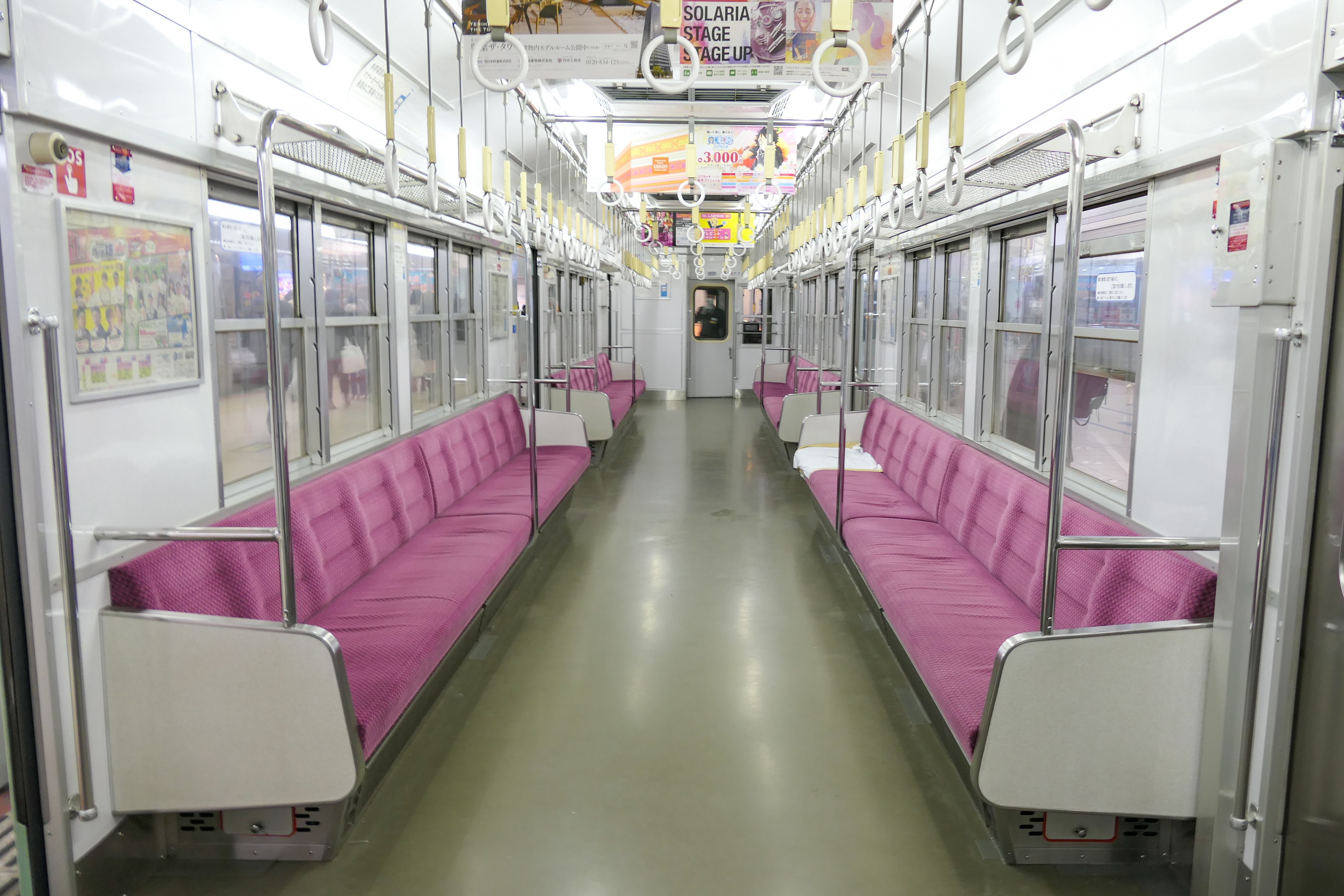
更新後の車内（ク5537）
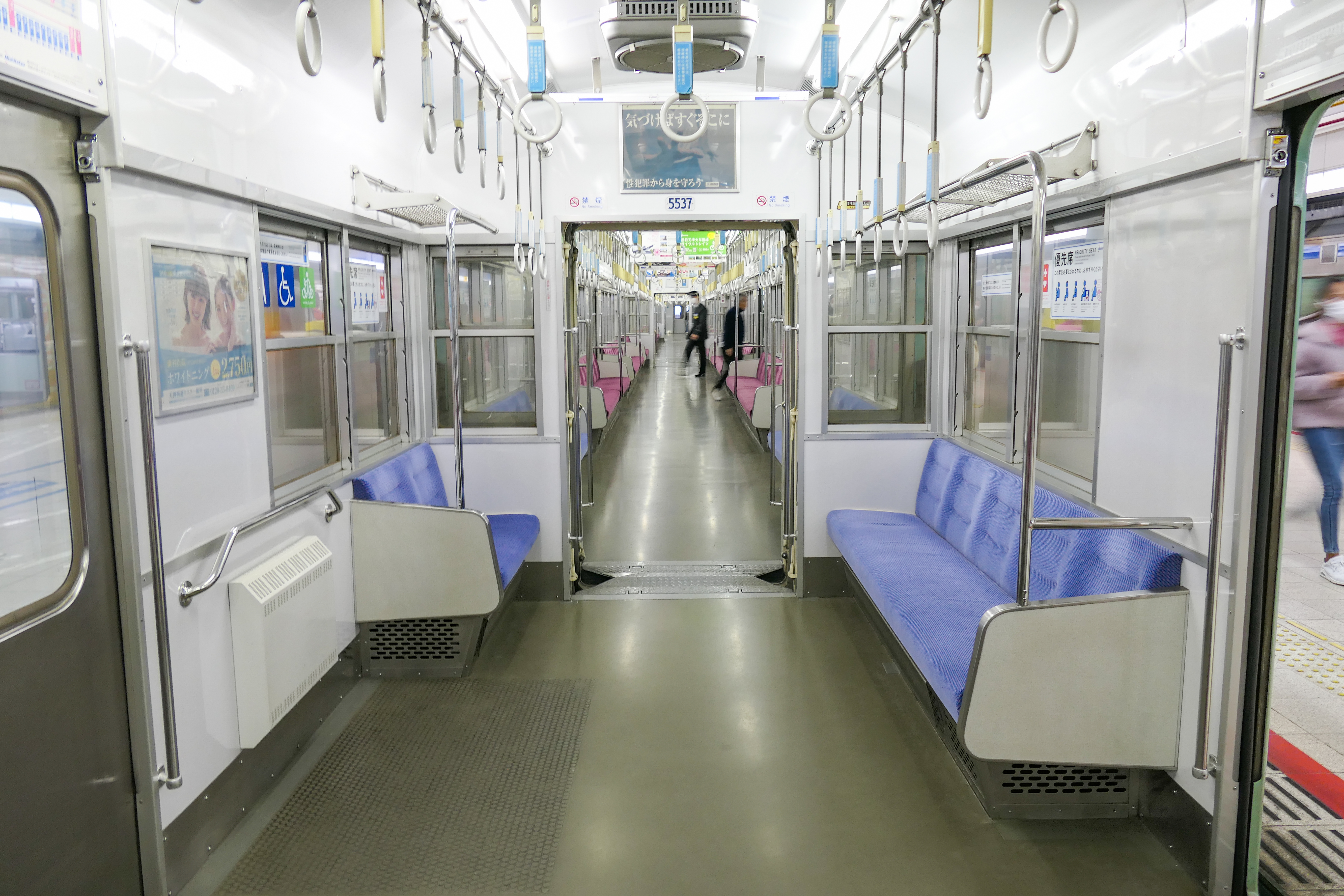
優先席と車椅子スペース（ク5537）

### 台車・機器
台車は製造時期により異なるため後述する。制御方式は2000形と同型の抵抗制御を採用している。
補助電源装置は大牟田方先頭車の床下に備えている。1982年（昭和57年）までに製造された21本は出力120kVAのCLG-350E電動発電機 (MG) を備えるが、1982年製の5122F（F=編成）で静止形インバータ (SIV) を試験的に採用し、翌1983年（昭和58年）以降に製造された19本はSIVを正式採用した。SIVについては、3両編成には出力90kVAのBS483-Aを、4両編成には出力110kVAのBS483-A2を設置している。
集電装置は下枠交差式パンタグラフを採用し、中間車の5300番台車両の屋根上に設置している。MGを備える編成では大牟田方に1基のみ設置しているが、SIVを備える編成ではセクション通過時の離線（瞬間停電）を防ぐ必要があるため屋根上両端に2基設置している。

## 形式・編成
以下の各番台に分かれるが、形式は電動車がすべてモ5000、制御車はすべてク5000、付随車はサ5000となっている。編成ごとに車両番号の末尾2桁の数字は統一されている。
- 5000番台：制御車、大牟田方先頭車、空気圧縮機（C-2000M×2基）設置
- 5100番台：制御電動車、大牟田方先頭車、空気圧縮機（C-2000M×1基）設置
- 5200番台：中間電動車
- 5300番台：中間電動車、パンタグラフ設置
- 5400番台：付随車、空気圧縮機（C-2000MまたはC-2000LA×1基）設置
- 5500番台：制御車、福岡（天神）方先頭車、補助電源装置設置

編成は以下のようになっている。
|          | ← 大牟田福岡（天神）・太宰府 → |             |             |             |                |        |
| パンタ   |                                |             | ◇           |             | 竣工日         | 廃車日 |
| 形式     | 5000 （Tc1）                   | 5200 （M1） | 5300 （M2） | 5500 （Tc） | 竣工日         | 廃車日 |
| 搭載機器 | CP×2                           |             | CONT        | MG          | 竣工日         | 廃車日 |
| 車両番号 | 5005                           | 5205        | 5305        | 5505        | 1977年02月08日 |        |
| 車両番号 | 5006                           | 5206        | 5306        | 5506        | 1977年02月08日 |        |
| 車両番号 | 5007                           | 5207        | 5307        | 5507        | 1977年02月08日 |        |
| 車両番号 | 5008                           | 5208        | 5308        | 5508        | 1978年01月25日 |        |
| 車両番号 | 5009                           | 5209        | 5309        | 5509        | 1978年01月25日 |        |
| 車両番号 | 5010                           | 5210        | 5310        | 5510        | 1978年01月25日 |        |

|          | ← 大牟田福岡（天神）・太宰府 → |             |             |             |                |        |
| パンタ   |                                |             | ◇           |             | 竣工日         | 廃車日 |
| 形式     | 5000 （Tc1）                   | 5200 （M1） | 5300 （M2） | 5500 （Tc） | 竣工日         | 廃車日 |
| 搭載機器 | CP×2                           |             | CONT        | SIV         | 竣工日         | 廃車日 |
| 車両番号 | 5032                           | 5232        | 5332        | 5532        | 1985年02月07日 |        |
| 車両番号 | 5033                           | 5233        | 5333        | 5533        | 1986年02月03日 |        |
| 車両番号 | 5034                           | 5234        | 5334        | 5534        | 1986年02月03日 |        |
| 車両番号 | 5035                           | 5235        | 5335        | 5535        | 1986年02月17日 |        |

|          | ← 大牟田福岡（天神）・太宰府 → |            |             |                |        |
| パンタ   |                                | ◇          |             | 竣工日         | 廃車日 |
| 形式     | 5100 （Mc）                    | 5300 （M） | 5500 （Tc） | 竣工日         | 廃車日 |
| 搭載機器 | CP                             | CONT       | MG          | 竣工日         | 廃車日 |
| 車両番号 | 5101                           | 5301       | 5501        | 1975年09月16日 |        |
| 車両番号 | 5102                           | 5302       | 5502        | 1975年09月16日 |        |
| 車両番号 | 5103                           | 5303       | 5503        | 1975年09月16日 |        |
| 車両番号 | 5104                           | 5304       | 5504        | 1975年09月16日 |        |
| 車両番号 | 5111                           | 5311       | 5511        | 1978年01月25日 |        |
| 車両番号 | 5112                           | 5312       | 5512        | 1979年02月06日 |        |
| 車両番号 | 5113                           | 5313       | 5513        | 1979年02月06日 |        |
| 車両番号 | 5114                           | 5314       | 5514        | 1979年02月06日 |        |
| 車両番号 | 5115                           | 5315       | 5515        | 1979年04月02日 |        |
| 車両番号 | 5116                           | 5316       | 5516        | 1979年04月02日 |        |
| 車両番号 | 5117                           | 5317       | 5517        | 1981年02月03日 |        |
| 車両番号 | 5118                           | 5318       | 5518        | 1981年02月03日 |        |
| 車両番号 | 5119                           | 5319       | 5519        | 1981年02月03日 |        |
| 車両番号 | 5120                           | 5320       | 5520        | 1982年02月12日 |        |
| 車両番号 | 5121                           | 5321       | 5521        | 1982年02月12日 |        |

|          | ← 大牟田福岡（天神）・太宰府 → |            |             |                |        |
| パンタ   |                                | ◇          |             | 竣工日         | 廃車日 |
| 形式     | 5100 （Mc）                    | 5300 （M） | 5500 （Tc） | 竣工日         | 廃車日 |
| 搭載機器 | CP                             | CONT       | SIV         | 竣工日         | 廃車日 |
| 車両番号 | 5122                           | 5322       | 5522        | 1982年02月12日 |        |
| 車両番号 | 5123                           | 5323       | 5523        | 1983年02月08日 |        |
| 車両番号 | 5124                           | 5324       | 5524        | 1983年02月08日 |        |
| 車両番号 | 5125                           | 5325       | 5525        | 1983年02月22日 |        |
| 車両番号 | 5126                           | 5326       | 5526        | 1983年11月21日 |        |
| 車両番号 | 5127                           | 5327       | 5527        | 1983年11月21日 |        |
| 車両番号 | 5128                           | 5328       | 5528        | 1983年11月29日 |        |
| 車両番号 | 5129                           | 5329       | 5528        | 1985年01月25日 |        |
| 車両番号 | 5130                           | 5330       | 5530        | 1985年01月25日 |        |

|          | ← 大牟田福岡（天神）・太宰府 → |            |            |             |                |                |        |
| パンタ   |                                | ◇          |            |             | 竣工日         | 5400竣工日     | 廃車日 |
| 形式     | 5100 （Mc）                    | 5300 （M） | 5400 （T） | 5500 （Tc） | 竣工日         | 5400竣工日     | 廃車日 |
| 搭載機器 | CP                             | CONT       | CP         | SIV         | 竣工日         | 5400竣工日     | 廃車日 |
| 車両番号 | 5131                           | 5331       | 5431       | 5531        | 1985年02月07日 | 1991年12月12日 |        |
| 車両番号 | 5136                           | 5336       | 5436       | 5536        | 1986年02月17日 | 1991年11月30日 |        |
| 車両番号 | 5137                           | 5337       | 5437       | 5537        | 1987年02月17日 | 1991年02月05日 |        |
| 車両番号 | 5138                           | 5338       | 5438       | 5538        | 1987年02月17日 | 1991年02月06日 |        |
| 車両番号 | 5139                           | 5339       | 5439       | 5539        | 1987年02月17日 | 1991年02月13日 |        |
| 車両番号 | 5140                           | 5340       | 5440       | 5540        | 1988年02月18日 | 1991年12月13日 |        |

## 次車別分類

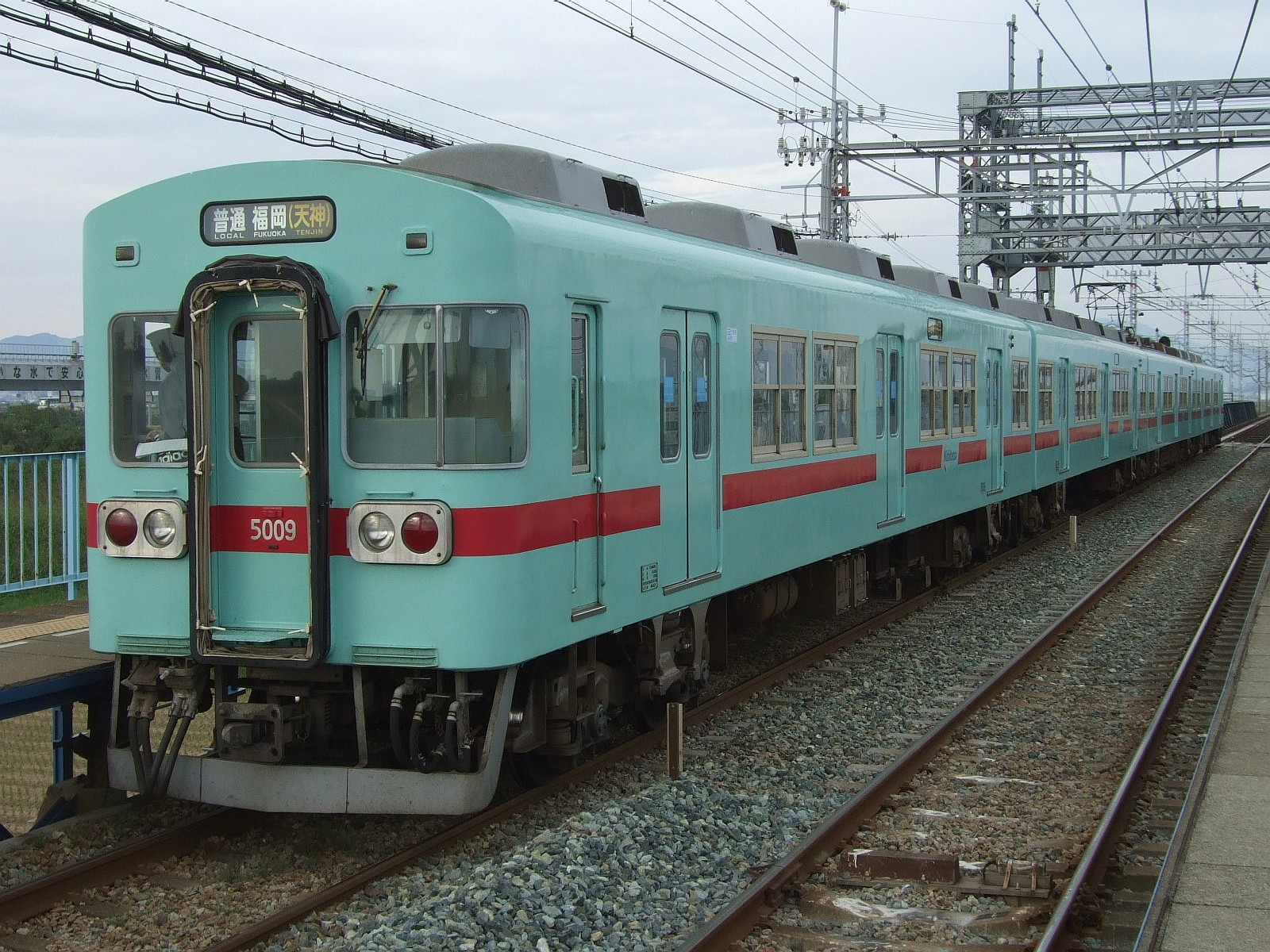
3次車5009ほか4両編成（2007年11月 味坂駅）

製造年代によって台車・機器面を中心に多少の違いがある。以下に詳細を示す。
1次車から5次車（番号末尾01から19）
台車が空気ばね式となっており、電動車の台車はKW-9、付随車はKW-10を採用し、軸箱支持にはペデスタル式を使用している。
1975年9月 - 1981年2月製造。
6次車（番号末尾20から22）
6次車の台車は保守軽減を目的として軸箱支持方式をペデスタル式から円筒案内式に変更したKW-9A（電動車）、KW-10A（付随車）となった。5122Fは補助電源装置として容量90kVAのSIVを試験的に採用している。
5122Fのパンタグラフ付き中間電動車5322は製造当初はパンタグラフ1基装備であったが、1995年（平成7年）に2基に増設された。
1982年2月製造。
7・8次車（番号末尾23から28）
7次車からは6次車の5122Fに試験採用していた静止形インバータ装置を正式採用し、5300番台車のパンタグラフを2基に増設している。また、冷風撹拌装置が扇風機からローリーファンに、室内予備灯が蛍光灯に変更されたほか、8次車（番号末尾26から28）からウインドウォッシャーが装備された。
1983年2月 - 1983年11月製造。
9次車（5400番台車を除く番号末尾29から32）
基本仕様は8次車以前と変わらないが、5131Fの福岡方先頭車5531の台車には軸箱支持方式を円筒ゴム軸箱支持方式としたKW-61が試験的に採用された。
1985年1月 - 1985年2月製造。
10次車（5400番台車を除く番号末尾33から36）
円筒ゴム軸箱支持方式のKW-60（電動車）、KW-61（付随車）台車を正式採用したほか、前照灯・尾灯カバーの形状が四角形に変更され、電球交換作業の軽減が図られた。これ以前に製造された車両も後にこの10次車以降と同形の前照灯・尾灯カバーに改められた。
1986年2月製造。
11次車（5400番台車を除く番号末尾37から39）
座席端部に袖仕切り板が設けられた（これ以前は金属棒のみの仕切りであった）。
1987年2月製造。
12次車（番号末尾40）
車体・車内は変更されていないが、台車は予備品を使用したため1次車から5次車までと同じペデスタル式となった。
この編成をもって編成単位の新製は打ち切られた。
1988年2月製造。
13・14次車（5431および5436から5440）
1991年に3両編成であった末尾31および36から40の編成を4両編成化するため、付随中間車（サ5000・5400番台）を6両製造した。14次車の5431・5436・5440が本形式として最後の新製車となった。基本性能は同型であるが台車は8000形の制御車にも採用されているKW-61Aとしている。
1991年2月 - 1991年12月製造。

## 改造など
1995年以降、製造後20年以上経過した車両について車体の更新工事が進められた。
2001年（平成13年）以降は5121Fを皮切りに、座席背もたれ部分のバケット式化、1人あたりの座席横幅を450mmに拡大、車椅子スペース設置、スタンションポールの設置、運転台のない連結面への転落防止幌設置、車内の天井や壁の交換を主な内容とする室内のリニューアル工事が順次進められている。
また天神大牟田線の最高速度引上げ（100km/h → 110km/h化）を前に、ブレーキの増圧・車輪形状の変更などの110km/h運転対応改造が進められ、2008年2月までに全車両で完了した。

### 特別塗装

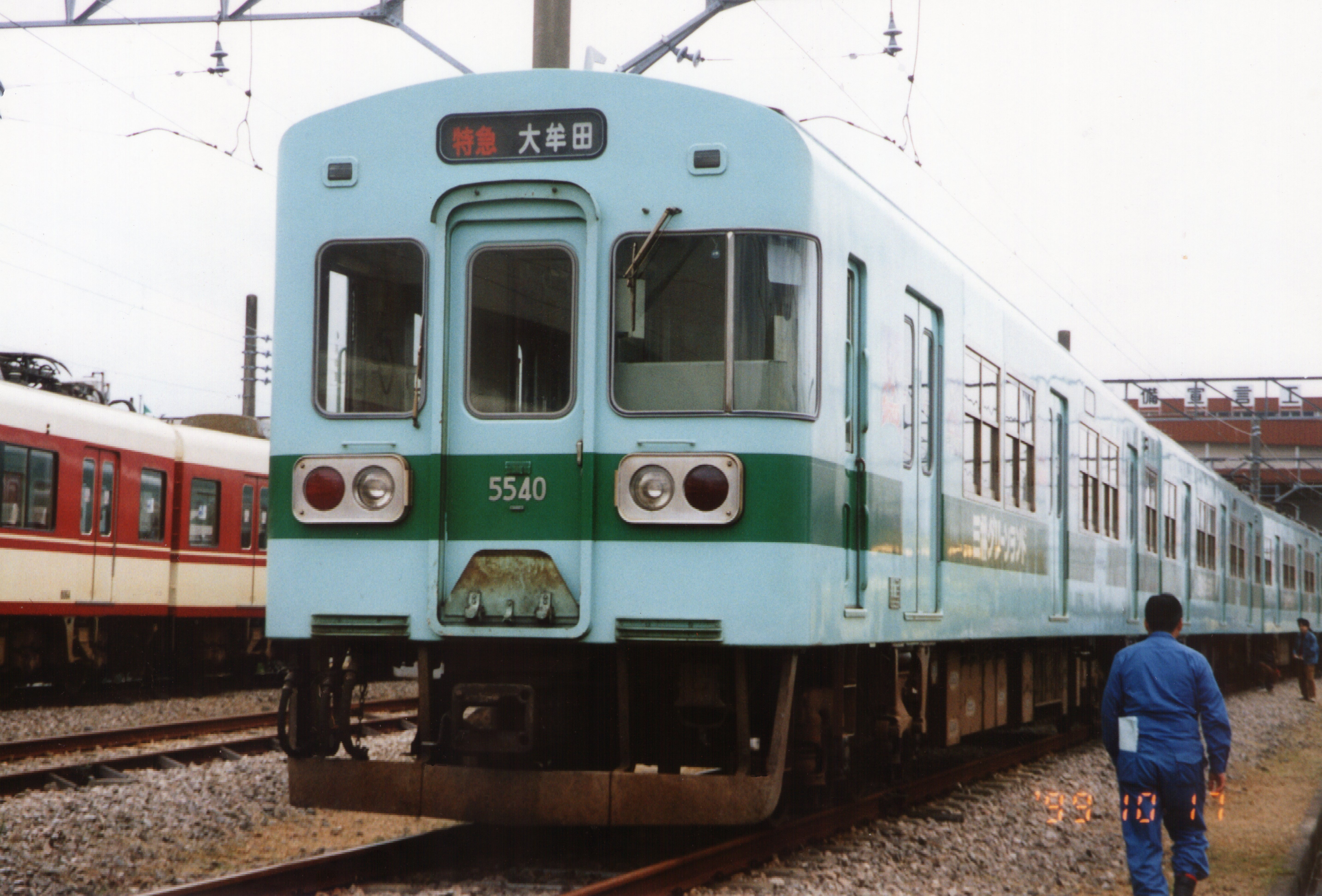
西鉄5000形 三井グリーンランド塗装車両

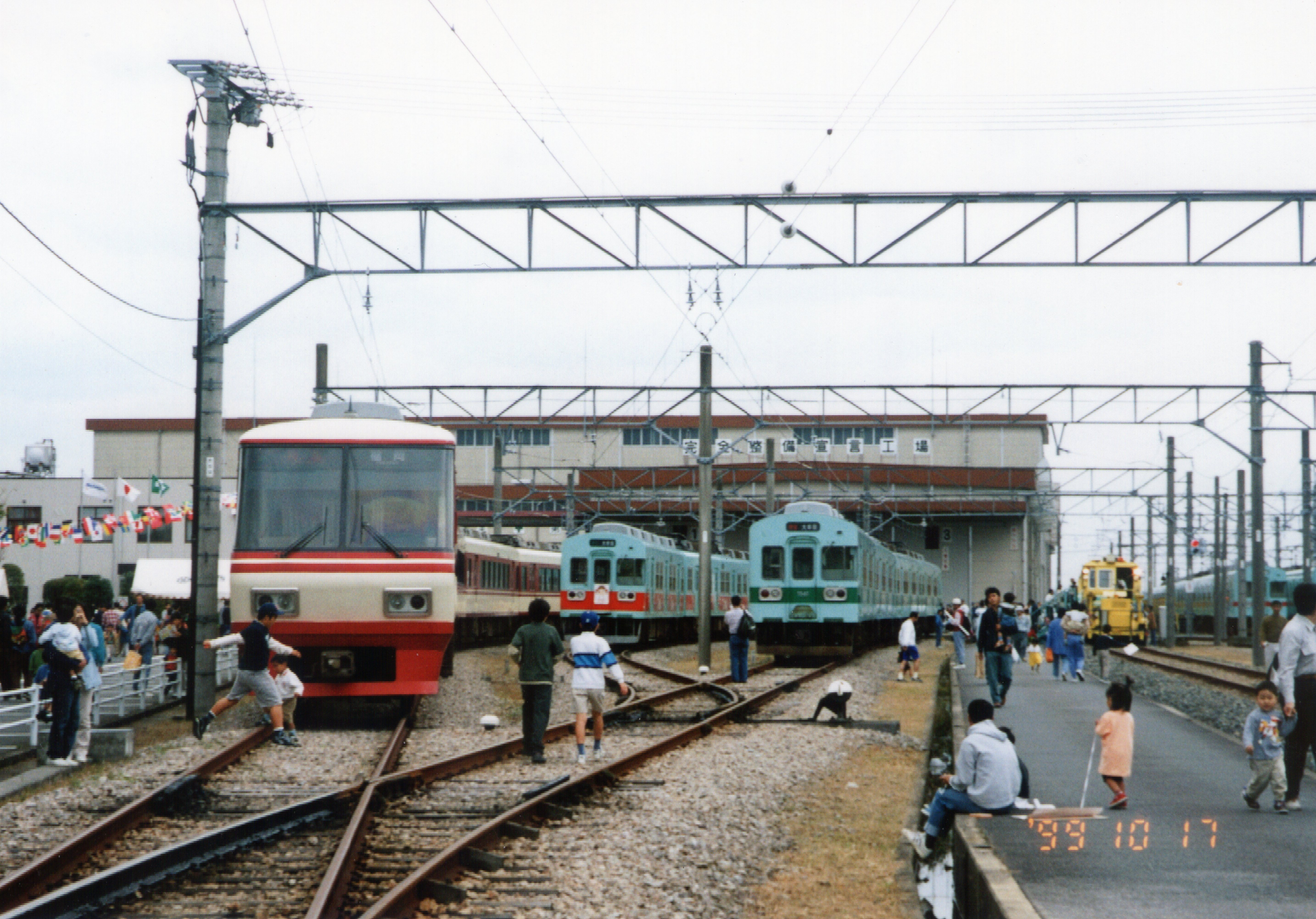
西鉄5000形 ペコちゃん塗装（写真中央

- 1995年（平成7年）から1999年（平成11年）まで5140Fが熊本県荒尾市にある遊園地の三井グリーンランド（現在のグリーンランド）の広告塗装となっていた。車体側面の窓下グリーンの帯を配し「三井グリーンランド」と表記され、戸袋部にはグリーンランドのキャラクターがデザインされていた。この部分は1996年（平成8年）からグリーンランド側に併設されているテーマパーク「ウルトラマンランド」の広告になった。
- 1999年から翌2000年（平成12年）まで5126Fが不二家の広告塗装となっていた。同社のマスコットである「ペコちゃん」と「ポコちゃん」がそれぞれの扉のそばに車内に案内するかのようにデザインされ、車体側面窓下部には「ミルキー」の広告が塗装され、前面には「ペコちゃん」をデザインしたヘッドマークが装着された。
- このほか、2000年代半ば頃までは毎年12月に人権週間や交通安全週間のキャンペーン塗装が施されていた。2000年代半ば頃より主に8000形がラッピングされるようになり、2016年以降は主に3000形がラッピングされている。

## 運用
天神大牟田線の大善寺駅以北の区間および太宰府線全区間で4両編成が終日普通列車として充当されている。また、平日・土曜・休日ともに日中において6両編成（3両＋3両）が数本急行・特急運用に充てられている。また、ラッシュ時においては6両または7両に増結した上で、急行・特急運用にも充当されている。その他、早朝には柳川車両基地で検査を受ける車両の送り込みを兼ねた3両編成での運用が設定されていたが、2024年3月16日に行われたダイヤ改正で廃止され、2024年10月現在では3両単独での運用は存在していない。

## 運用離脱・廃車
初期車の製造から40年が経過した2016年時点では廃車はなく、下記のように2014年に救援車に改造された1編成3両を除き全車が営業運転に使用されていたが、2017年、新形式9000形の導入に伴い、同年3月31日をもって運用を離脱した5101編成を皮切りに、順次廃車が始まっている。2022年の5006編成の運用離脱・廃車をもって保有車両数が100両を切った。現在保有している車両は911編成を除く3両編成が18編成、4両編成が11編成となっている。また、2028年度にかけて74両を廃車する予定である。運用が削減されつつあるものの依然として主力車両、最大勢力として多数の運用を担っている。

廃車年月日(運用離脱日)
5101　2017年3月31日
5102　2019年3月23日
5103　2018年1月9日
5104　2023年2月2日
5005　2019年8月30日
5006　2022年8月27日
5007　2019年5月28日
5008　2022年3月31日
5009　2017年5月5日
5010　2022年11月5日
5111　2023年10月31日
5112　2021年6月
5113　2024年1月29日
5114　2021年6月17日
5131　2023年12月27日

## 911編成

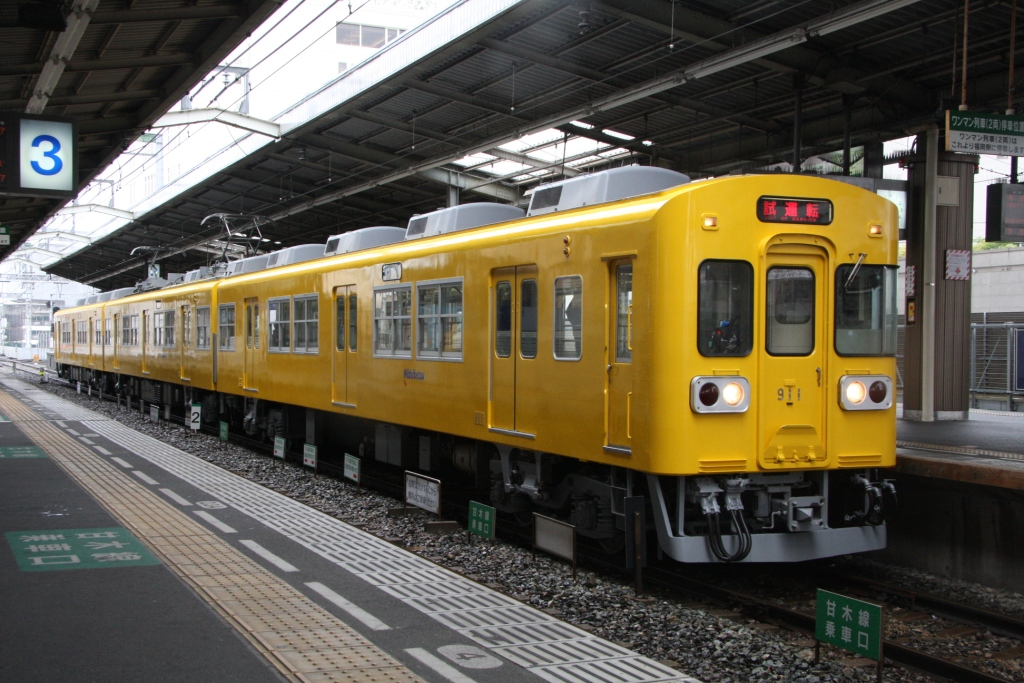
西鉄911編成

2003年（平成15年）から使用していた事業用車モエ901・クエ902の代替（貝塚線で運行していた313形を置き換えるため、600形旅客車両に復帰）として2014年（平成26年）5月20日付で5123編成を事業用車に改造したもので、車番はモ5123(Mc)  → モエ911、モ5323(M)  →モエ912、ク5523(Tc)   → クエ913と改番されている。
車体は901・902と同様、黄色一色に塗り替えられた。
改造内容は912号車は半分の座席を撤去し、福岡側のパンタグラフをシングルアーム式に交換。周辺にカメラ・照明機器類を搭載した。913号車は全座席を撤去。復旧機材やクレーンなどを積載した。
大規模な脱線事故などが発生した際に復旧作業機材などの運搬、車両の救援などを行う「救援車」の役割の他に、天神大牟田線・太宰府線(甘木線は入線不可)の架線点検を行う、JRでいう「検測車」の役割も兼ね備えている。
その黄色い車体から西鉄のドクターイエローと称されることもある

## その他
久留米市宮ノ陣五丁目5番11号の宮の陣駅近くにある西鉄電車教習所では、電車運転シミュレータ用として、初期の丸型シールドビームの本形式の車体先頭部から1つ目の乗降扉までを模した実物大の模型を設置している。